# Фея
Фея (авест. парика — ведьма, перс. پری, пе́ри‎, фр. fée, англ. fairy — также faery, faerie, fay, fae; «маленькие люди», «хорошие люди», «прекрасные люди» и т. д.) — в низшей мифологии народов Европы, прежде всего кельтской, германской и английской — легендарное существо метафизической природы, обладающее необъяснимыми, сверхъестественными способностями, ведущее скрытый (как коллективный, так и обособленный) образ жизни и при этом имеющее свойство вмешиваться в повседневную жизнь человека — под видом добрых намерений, нередко причиняя вред.
Образ феи как изысканно-привлекательной, как правило, миниатюрной женщины, сформировался в эпоху расцвета романтизма в западной литературе и получил своё развитие в викторианскую эпоху. В широком смысле под «феями» в западноевропейском фольклоре принято подразумевать всё многообразие родственных мифологических существ, нередко кардинально отличающихся друг от друга и внешностью, и повадками; якобы дружелюбных и приносящих удачу, чаще — лукавых и мстительных, склонных к злым шуткам и похищениям — прежде всего, младенцев.
Символы феи в Юникоде — 🧚‍♂️ и 🧚‍.

## История термина и феномена
Слово «фея», как и его английский аналог fairy, было заимствовано из старофранцузского «faerie» (совр. — feerie, fee), охватывавшего всё, что так или иначе касалось места жительства и деятельности групп мифологических «маленьких людей» (faie; позже — fee). Источником французского термина считается латинское fata (дух-хранитель; отсюда же — итальянское fata, испанское hada). Fata, употребляющееся в женском роде в языках романской группы, первоначально являлось существительным среднего рода множественного числа («fates») и было производным от fatum («предсказанное»; «пророческое»).
Терминология, связанная с феями, претерпевала изменения и не отличалась последовательностью; так, в Англии первоначально преобладало представление об «эльфах», «феи» из французского фольклора пришли сюда позже. Кроме того, согласно «Оксфордскому словарю кельтской мифологии», «разговор о феях на английском языке крайне затруднён, потому что словом fairy здесь переводят десятки более специфических терминов, обозначающих всевозможных существ того же рода из ирландской, шотландской гэльской, валлийской, корнуоллской, мэнской фольклорных традиций».
Первые сообщения о феях появились в средневековой Европе, а наибольшее распространение получили в Ирландии, Корнуолле, Уэльсе и Шотландии. Первые письменные пересказы историй о феях в фольклоре были сделаны Гиральдом Камбренсом (Giraldus Cambrensis, 1146—1223). Однако такие записи — большая редкость: в основном легенды и истории передавались изустно. При этом исследователями отмечалось поразительное сходство между описаниями фей и их характеристиками в кельтской, английской, скандинавской и континентальной фольклорных традициях.
С течением времени «документальные» свидетельства людей, якобы общавшихся с феями, перемешались с легендами и литературными образами, как средневековыми, так и сравнительно современными. Усложнял дело тот факт, что под видом «фей» в фольклор проникли персонажи древней мифологии и саг. Кроме того, такой авторитетный исследователь, как преп. Роберт Кирк, взявшийся за исследование фей в Аберфойле, Шотландия, оказался сам сторонником реальности их существования (более того, если верить легенде, кончил тем, что был унесён в их царство). Фольклористы собрали многочисленные данные об этом поверье, но их работы оставались широкой общественности практически неизвестными и всерьёз не воспринимались — до тех пор, пока Катарина М. Бриггc не собрала воедино все факты, касавшиеся этого явления, продемонстрировав его распространённость, а также ряд общих черт.

## Описания фей

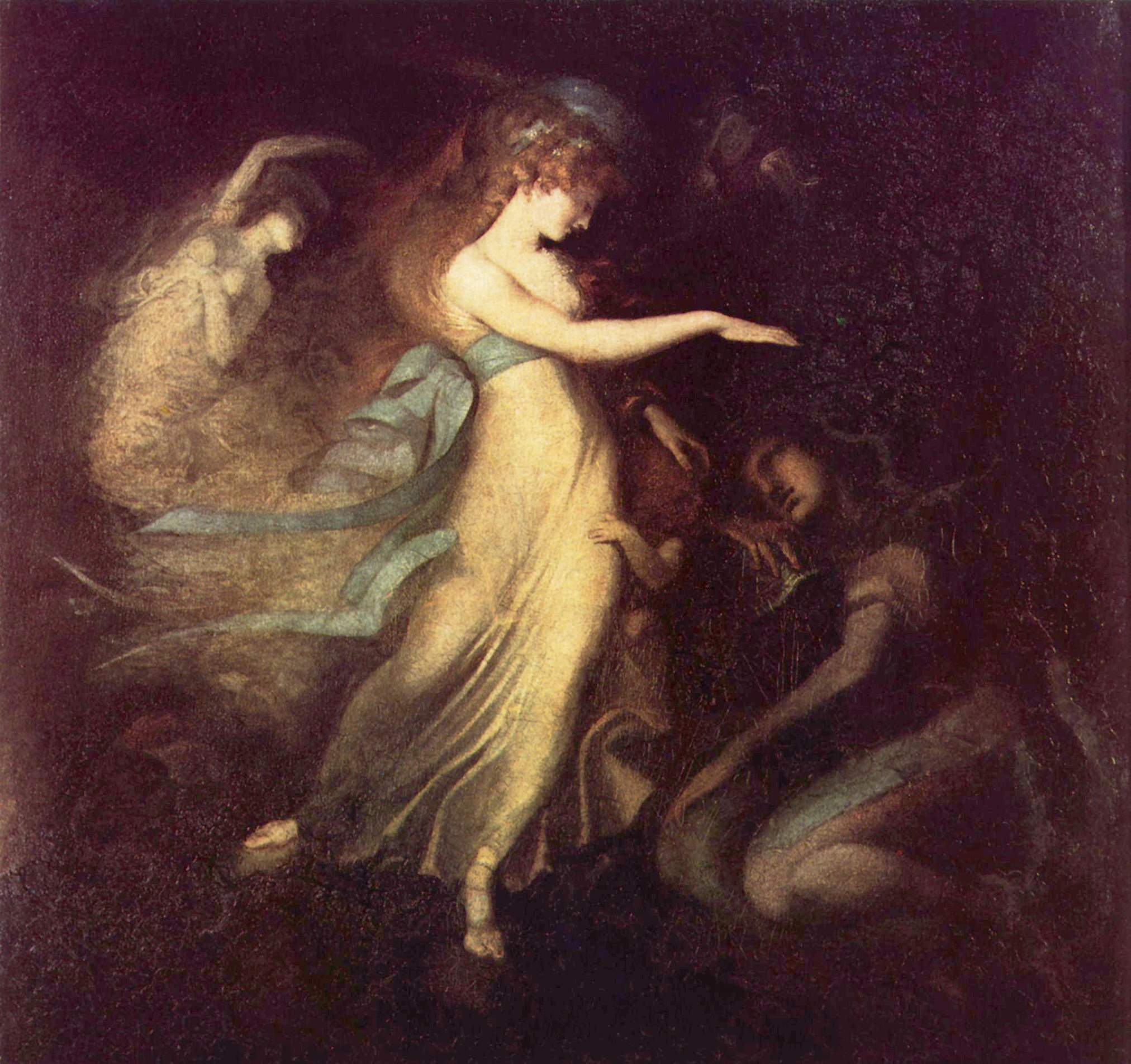
Генри Фюзели. «Король Артур и Королева Фей». Ок. 1788 г.

Представление о фее как о человекоподобном крошечном существе, нередко с крылышками, возникло сравнительно недавно, во второй половине XIX века. Изначально фею описывали двояко — либо как высокую, светящуюся ангелоподобную сущность, либо как нечто маленькое и сморщенное, более всего подходящее под описание гоблинов или троллей. В шотландской сказке «Фея и котёл» сохранилось следующее описание: «…Эта фея была крошечная женщина с остреньким личиком, блестящими глазками и смуглой кожей орехового цвета. Жила она в зелёном, поросшем травой холмике, что возвышался неподалёку от дома пастуха».
При этом феей назывались существа как женского пола, так и мужского (см. Финварра), размер не принимался как постоянная данность: более того, считалось, что эту свою характеристику феи обретают магическими средствами, произвольно меняя её в зависимости от того, какое хотят произвести впечатление. Утверждалось, что фея способна принимать вид животных (см. шелки/келпи). По сообщениям Жюстина Го (Justinian Gaux), способность фей к перевоплощению поистине не имеет границ: автор XIV века утверждал, что на его глазах фея превратилась сразу в две враждующих армии, которые тут же вступили в кровопролитное сражение, оставив на поле брани 700 трупов — и это после того, как фея, за всё это ответственная, уже успела принять первоначальный вид и с места событий ретироваться.
Преподобный Роберт Кирк, священник шотландского прихода Аберфойл в Стерлинге, о внешности фей писал в 1691 году («The Secret Commonwealth of Elves, Fauns and Fairies»): «Эти разумные подвижные духи обладают светящимися, видоизменяющимися телами (родственные тем, что именуют „астральными“) и <консистенцией> густого облака; лучше всего видимы они в сумерки. Тела эти столь переменчивы благодаря утончённости духа, их населяющего, что могут по желанию последнего исчезать или появляться». Намёк на «иллюзионистские» способности фей присутствует и в рассказах о снадобьях, которые те преподносят людям. Популярная героиня скандинавских сказаний — женщина, которую феи вызывают, чтобы принять роды (роженицей в таких случаях нередко оказывается женщина из числа смертных, феями похищенная). В награду повитухе дают целебную мазь, предназначенную, как правило, для глаз ребёнка. Из любопытства (или по недоразумению) та решает испробовать на себе действие снадобья, после чего словно бы прозревает к реальности (одна такая акушерка рассказывала, что поняла: она приняла роды не у благородной дамы во дворце, а у нищенки в грязной пещере) и в собственный мир возвращается либо ослепшей, либо наделённой опасным свойством — видеть фей.
В кельтском фольклоре фея — крошечное или низкорослое существо, нередко становящееся невидимым — надевая волшебную шапочку. Любимый цвет фей — зелёный; это касается не только одежды — были сообщения о феях с зелёными кожей и волосами. Впервые изображать фей с крылышками, словно бы заимствованными у насекомых, начали иллюстраторы и художники викторианской эпохи, когда фея в массовом сознании стала превращаться в добрую красавицу из детских сказок. В древних сказаниях ничего похожего не описывалось: феи, как утверждалось, летали, но обходились без крыльев, нередко используя в качестве «аппаратов» стебельки растений (например, амброзии) или птиц в качестве верховых животных.

### Классификация
Принято считать, что феи подразделяются на два основных класса: «социальный» и «индивидуальный», хотя первыми эту градацию провели сравнительно недавно — У. Б. Йейтс (1888) и Джеймс Макдугалл (1910). Феи первой группы (trooping fairies: сам же Йейтс и ввёл этот термин в обиход) живут сообществами и заняты коллективной деятельностью праздного толка: в основном, танцами, музицированием и участием в роскошных пиршествах. Смертные вполне способны подслушать звуки таких празднеств; достаточно лишь ступить на Курган фей; угадываются следы таких сборищ по кольцам на траве или на клумбах. В кельтских источниках утверждалось, что «музыка фей» имела «божественный характер»; более того, что «некоторые народные мелодии берут начало в музыке фей». «Общительные» феи предпочитают зелёный цвет и разнятся размером: самые крошечные из них могут быть размером с цветок, самые крупные способны вступать в интимную связь со смертными, о чём существовали и «документированные» свидетельства.
Одинокие феи, напротив, избегают сборищ и презирают необузданное веселье фей «семейственных»: они либо присоединяются к человеку и становятся частью жилища (брауни, ирландский лепрекон), стараясь помогать хозяевам и приносить удачу, либо населяют открытые пространства (боуги, боггарт) и тут представляют в той или иной степени опасность для случайных прохожих. Домашняя фея-одиночка предпочитает красный, коричневый или серый цвета нарядов. Она нередко общается со смертными в угрожающем тоне и легко раздражается, но при этом всегда привязана к человеку и, судя по всему, испытывает зависимость от общения со взрослыми и детьми. Феи-одиночки любят делать добро: могут отобрать еду или деньги, чтобы отдать бедным; приносят игрушки детям или снимают порчу, насланную ведьмами.
Если «общительные» феи — своего рода «аристократы», при этом сравнительно добродушные, то их «одинокие» сородичи — «рабочие»; последним народная молва приписывала особую раздражительность. «Домашние» сущности помогают хозяевам мыть посуду, разжигать огонь, но просят, чтобы к ним относились с почтением и вознаграждали чашечкой молока за их заботы. В гневе они способны вызывать эффект напоминающий тот, что по поверьям сопровождает полтергейст: швыряют камни, препятствуют созреванию пшеницы, задувают свечи, сбрасывают утварь с полок, напускают в дом дым.
Страна «социальных» фей насчитывает огромное количество обитателей; во всех сообщениях это — монархия, управляемая королевами; короли фей встречаются реже, однако были упоминания и о правителях — супружеских парах. Как отмечает «Оксфордский словарь кельтской мифологии», во многих отношениях «царство фей напоминает человеческое представление о жизни на небесах. Здесь не существует времени, как не существует уродств, болезней, возраста и смерти. Смертные, попадающие в царство фей могут провести здесь до 900 лет, которые кажутся им лишь одной ночью». Обители фей-«аристократов» всегда богато украшены золотом и серебром. Самые романтические и трогательные фольклорные истории так или иначе обыгрывают «временной» аспект: повествуют о смертном, влюбившемся в Королеву фей, которая переносит его в своё царство, осуществляет все желания, но затем — в силу нарушения некоего табу — возвращает обратно, где тот и узнаёт, что на земле прошли уже сотни лет.
В шотландском фольклоре существовала градация морального толка: считалось, что представители Seelie Court (Seelie — «благословенный», «священный»; аналог германского selig или староанглийского sælig) — это «добрые» феи. Несмотря на обидчивость и мстительность, они готовы оказать человеку помощь, обратиться к нему за помощью, а потом и щедро отблагодарить за неё. Их антиподы из Unseelie Court, напротив, готовы причинять вред, причём без всякого к тому повода. Они нападают ночью на путешественника, переносят его в иную местность по воздуху, избивают, заставляют стрелять в домашний скот (elf-shoot). Типичными представителями существ этого класса считаются bogle, boggar, Abbylubber.
Подобного рода деление никогда не рассматривалось как нечто строгое: так, английский «пикси» (pixie) обладает характеристиками существа как социального, так и одинокого; о сущности, известной как Robin Goodfellow, сложилось впечатление как в равной степени — об озорном шутнике и добром домашнем помощнике. Не все исследователи соглашались с тем, что брауни — разновидность фей. Неясным оставался и статус «нокера» (knocker), существа, якобы обитавшего в шахтах, где добывалась металлическая руда.

### Черты характера
Основной чертой фей считалась необычайная обидчивость; вместе с тем отмечалась и неизменная готовность феи отблагодарить человека за оказанную услугу. Правда, дары фей не заслуживали доверительного к себе отношения: так называемое «золото фей» таковым лишь выглядело в момент поднесения; очень скоро оно превращалось в листья, крошки имбирного пирога и т. п. В числе неприятных черт характера фей, которых следовало опасаться человеку, упоминалась склонность ко всевозможным проделкам. Феи могли спутать волосы спящему, похищать мелкие предметы, уводить путников с истинного пути. Приписывались им и более опасные черты поведения. Одной из причин любой формы внезапной смерти считалось похищение феями; то, что выглядело трупом, считалось манекеном, оставлявшимся феями вместо похищенного живого человека.
Считалось, что мстительные феи могут вызвать болезни (в частности, чахотку), вызвать паралич домашнего скота. Страх перед феями и эльфами, приносящими болезни, сохранялся в Англии до времён Стюартов и Тюдоров. Сохранились записи, свидетельствующие о деятельности сельских целителей, лечивших детей, в которых «вселялись феи» — основными средствами служили молитва или «волшебные снадобья». С другой стороны, люди, обладавшие необычными способностями, нередко утверждали, что получили их в дар от фей; в XVI—XVII веках нередки были случаи, когда целители использовали снадобья, как они утверждали, принесённые феями, и теми же силами способны были разоблачать ведьм. Каменные наконечники стрел эпохи неолита считались «оружием фей»: вода, в которую окунали эти камни, приносила, как считалось, избавление от болезней.
Феи, известные как Пег Паулер и Зелёнозубая Дженни, обитавшие в водах, могли утопить купавшегося; рекомендовалось избегать купания в местах, где они обитают. Феи, согласно кельтским поверьям, были способны вызвать «удар» (fairy stroke), который лишал жертву дара речи. Утверждалось, что оскорблённая фея страшна в своём гневе: она реагирует яростно и решительно, нередко поджигая дома и уничтожая урожай. При этом проделки фей часто оказывались не спровоцированными: они исключительно шалости ради заставляли сворачиваться молоко, выдаивали коров в полях, выхватывали еду со стола, пачкали одежду, оставленную сушиться.

### Похищения
В фольклоре, связанном с феями, значительное место занимают истории с похищениями. В народе считалось, что эта опасная для человека привычка имела отношение к «подчинённому» положению фей, которые вынуждены платить дань Дьяволу собственными детьми; чтобы спасти последних, они и крадут человеческих, оставляя взамен подкидышей. Последние, как считалось, имели внешнее сходство с похищенными детьми, но были бледнее, болезненнее и раздражённее. Иногда подкидыша удавалось обманом заставить признать своё происхождение, но существовал и более жестокий метод — пытка огнём, причём вера в её действенность сохранялась в некоторых сельских районах Великобритании вплоть до середины XIX века. «Нет сомнения в том, что некоторые дети получали смертельные ожоги, становясь жертвами исключительно собственного необычного темперамента», — отмечал Льюис Спенс.
Опасности похищения подвергались и взрослые, особенно роженицы, у которых ещё не был священник. Согласно распространённому убеждению, в плену у фей можно было оказаться и всего лишь отведав угощения феи. Относительно судьбы похищенных в сказаниях существуют разночтения: согласно одному представлению они в царстве фей живут счастливо, без болезней и страха смерти; согласно другому — чахнут от тоски по родным и близким.

#### Народные средства защиты
Значительная часть западноевропейского фольклора, связанного с феями, касается средств защиты от их гнева: первостепенная роль отводится здесь холодному железу, которого феи боятся. Страх фей перед железом связывался впоследствии с теорией о «феях»-потомках покорённых народов (захватчики пользовались железными орудиями, коренные жители — каменными). Известны были также магические свойства рябины, защищавшей от агрессии фей. В фольклоре существуют подробные инструкции, касающиеся защиты от похищения феями детей и взрослых людей. В числе чар, отпугивавших фей, упоминалось надевание одежды наизнанку. Считалось, что феи боятся проточной воды, звука церковных колоколов, клевера-четырёхлистника. В подобных предписаниях замечались противоречия: так, рябина некоторыми сообществами почиталась как средство отпугивания фей, но в других верованиях упоминалась как растение, для фей священное.

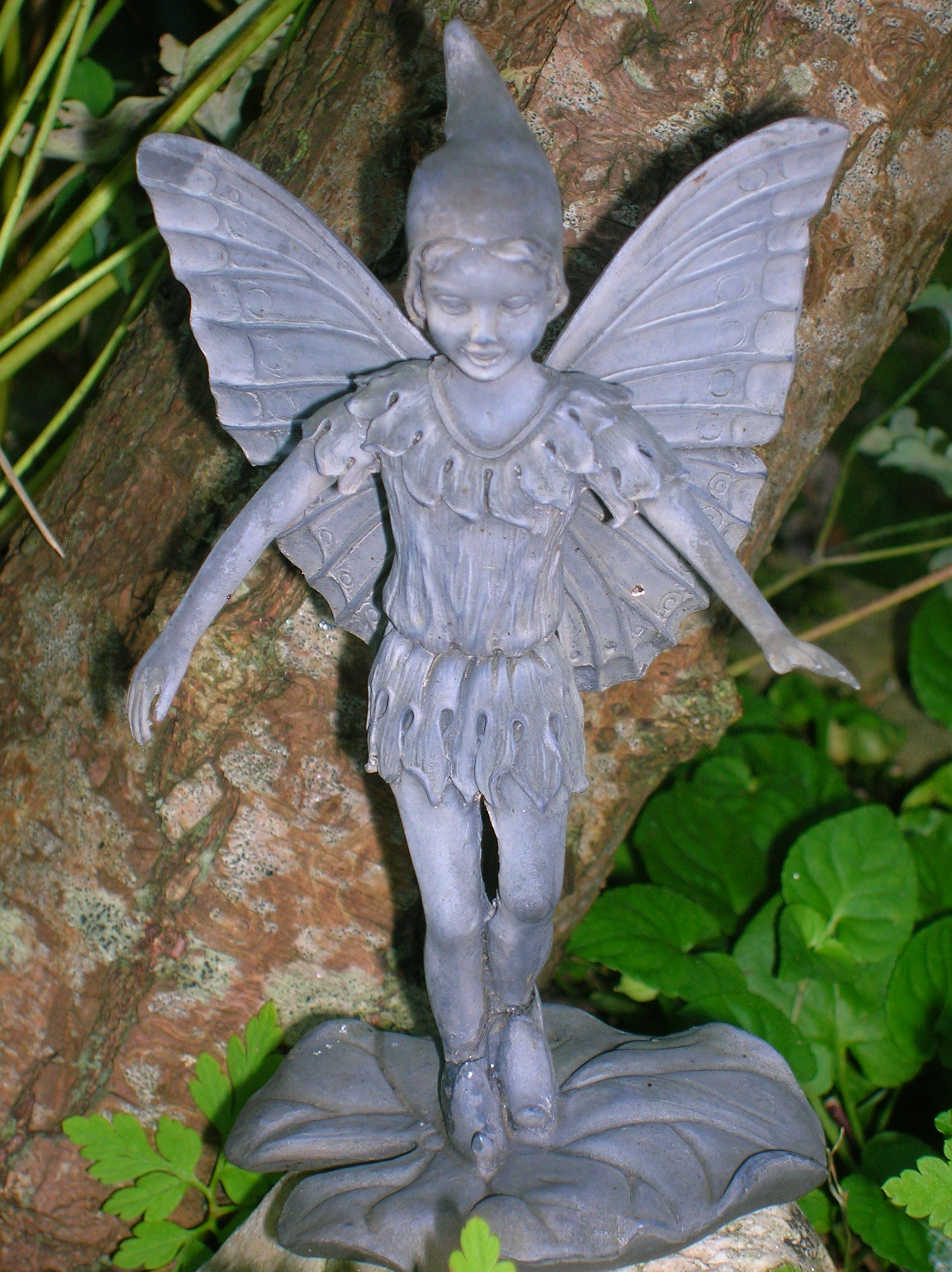
Каучуковая статуэтка феи

В фольклоре Ньюфаундленда главным средством защиты от фей считался хлеб, как свежий, так и затхлый. Верование в особые магические свойства хлеба уходит корнями в глубокую древность. Хлеб, имеющий связь с домом и очагом, считается символом покорения природы и, следовательно, феям должен быть противен. Вместе с тем, именно свежеиспечённый хлеб (наряду с маслом и сливками) считался самой распространённой формой дара фее или домовому. Согласно К. М. Бриггс, «первобытная пища и, следовательно символ жизни, — хлеб считался самым распространённым средством защиты от фей. Прежде чем направиться в место, населённое феями, считалось необходимым заручиться поддержкой силы хлеба, положив кусочек его себе в карман». В Ирландии (в частности, в графстве Вексфорд, согласно записям 1882 года), «если ребёнка нужно было вынести из дому в тёмное время, ему в одежду или люльку вшивали кусочек хлеба в качестве защиты от злых сил». С другой стороны, категорически не рекомендовалось употреблять в пищу дары фей: считалось, что именно таким образом можно перенестись к ним в «царство» и остаться там навсегда.
Неоднозначную роль играли и колокола с колокольчиками: при том, что звук их, как считалось, отпугивал представителей «малого мира». Королевы фей часто использовали колокольчики в сбруе своих коней. Утверждалось, что некоторые (добрые) феи используют колокольчики для защиты от других, злых фей.
В качестве простейшего средства защиты от фей предлагалось избегать прохождения по местам их обитания. К. С. Льюис упоминал «нехороший дом», который вызывал ужас в округе, но не призраками, сравнительно миролюбивыми, а крайне злобными феями. Не рекомендовалось начинать раскопки на возвышенностях, предварительно не удостоверившись в том, что это — не «курган фей». Новые дома строились с притуплёнными углами: считалось, что острый угол может каким-то образом помешать фее на пути её следования. Коттеджи строились так, чтобы парадное крыльцо и чёрный ход находились на одной линии. Предполагалось, что в случае экстренной необходимости владельцы смогут оставить обе двери на ночь распахнутыми, так, чтобы группа фей прошла через дом, не заблудившись. Крепости фей (fairy forts) рекомендовалось обходить стороной: даже срезать кусты вблизи их считалось крайне опасной оплошностью, которая может повлечь за собой смерть. Опасным считалось срезать и терновник: в Ирландии один такой куст на обочине в течение семидесяти лет оставался нетронутым, несмотря на то, что всё это время мешал расширению дороги.
Человеку, заметившему фею, предлагалось не глядеть на неё слишком пристально — в противном случае это могло быть истолковано как вторжение в частную жизнь. Между тем, необходимость ублажения фей сама по себе была чревата осложнениями. Катарина М. Бриггс приводит в пример сообщение о том, как некий фермер заметил, что феи взялись за молотьбу с таким усердием, что продолжали делать это, когда его собственные запасы пшеницы кончились, явно пополняя его запасы соседскими. Фермер оказался перед нелёгким выбором: оказаться соучастником кражи или обидеть фей отказом от даров. Необходимостью задобрить фей объясняется и обилие эвфемизмов: «хорошие люди», «красивые люди», «мирные люди» (daoine sithe — в Шотландии и Ирландии).

### Известные имена фей
- Королева Маб — королева фей в английском фольклоре.
- Мелюзина — согласно средневековой легенде, фея водных источников.
- Мидир — король фей, родом из Племён богини Дану. Похитил Этайн.
- Моргана — фея в средневековых повествованиях артуровского цикла. Впервые упоминается у Гальфрида Монмутского в «Жизни Мерлина». В устной форме легенды о Моргане бытовали в Бретани, где морганами называли чудесных морских дев.
- Уна — последняя королева фей в ирландском фольклоре. Жена короля Финварры.
- Финварра — король фей в ирландском фольклоре. В некоторых легендах он также был повелителем мёртвых. Часто похищал смертных женщин. Муж Уны.
- Фея-крёстная из западноевропейской сказки «Золушка». Образ, множество раз использованный в позднейшей литературе и кинематографе, стал нарицательным.

## Места и поверья, связанные с феями
- Фейри-Бридж на острове Мэн.

## Сообщения о встречах

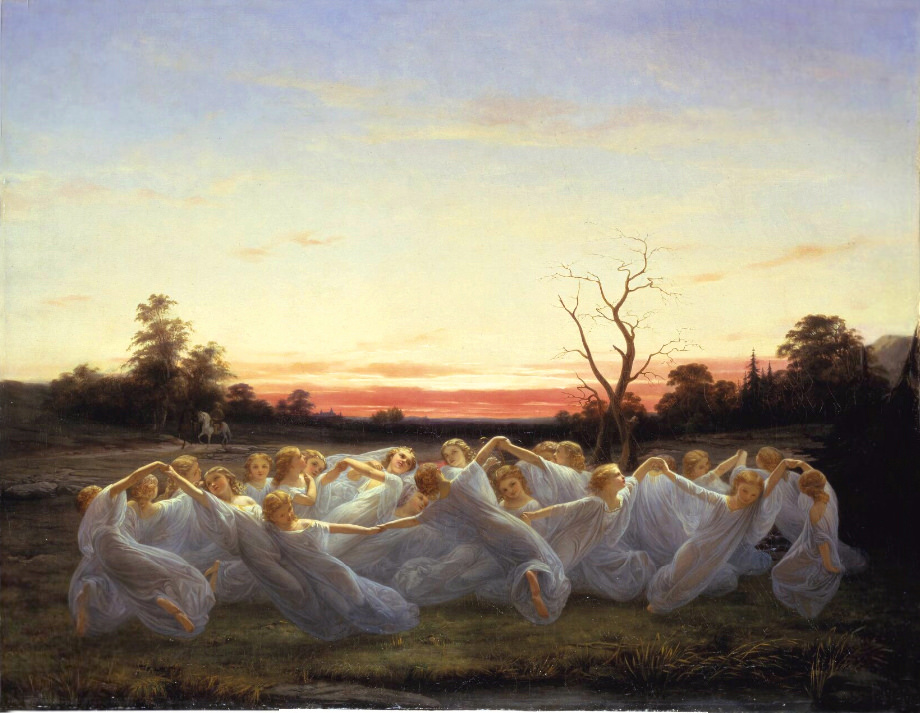
«Феи на лугу». Картина шведского художника Нильса Бломмера, 1850 год

Сообщения о встречах людей с феями фиксировались неоднократно. Доктор Эванс-Ветц: в своей книге «Вера в фей у кельтских народов» (1912) привёл свидетельства 102 человек, которые утверждали, что им эти мифические существа являлись воочию. По свидетельству А. Бирса, англиканский священник сообщал о том, что видел трёх фей неподалёку от Колчестера в 1855, когда проходил по парку после ужина с хозяином поместья. В 1807 году целое «войско» фей вошло в лес в Экс-ан-Провансе и унесло девочку, дочь крестьянина. В 1907 году леди Арчибальд Кемпбелл имела беседу со слепым ирландцем и его женой, которые утверждали, что поймали фею и держали её в плену две недели, после чего той удалось бежать. Знакомый этой же супружеской пары утверждал, будто бы ранним утром нередко видел фей на горе Хоут (Hill of Howth); это были «маленькие люди примерно метрового роста на осликах соответствующего размера».
Считалось, что феи живут вне времени и потому бессмертны. Однако были люди, которые утверждали, что будто бы видели воочию церемонии похорон в мире фей. Согласно книге «Lives of Eminent British Painters» Аллана Каннингема, в их числе был поэт Уильям Блейк. В беседе со знакомой дамой он рассказал о том, как «у себя в саду вечером увидел процессию человекоподобных существ размером и цветом с зелёных и серых кузнечиков, которые несли тело, укрытое розовым лепестком. Они похоронили покойника с пением, после чего исчезли». В Англии считалось, что подобные видения предвещают скорую смерть.
О многочисленных случаях встреч человека с феями рассказал доктор Кирк, который (как пишет Л. Спенс) «…взялся за исследование фей в Аберфойле, Шотландия, как визитёр-антрополог принимается изучать жизнь коренного населения». В книге «Тайное содружество фавнов, эльфов и фей» («The Secret Commonwealth of Elves, Fauns, and Fairies», 1691), долгое время считавшейся основным трудом по этой теме, Кирк весьма уверенно описал жизнь, род занятий и деятельность обитателей подземного царства фей. Героиней одной из этих историй стала «…повивальная бабка из Швеции, чей муж, священник по имени Петер Рам, 12 апреля 1671 года сделал официальное сообщение, рассказав о том, как к нему явился маленький смуглолицый человечек, одетый в серое, и попросил оказать помощь жене, у которой начались родовые схватки. Питер Рам опознал тролля и благословил супругу на доброе дело. 'Мне показалось, что её унёс порыв ветра, — пишет он. — Выполнив свою работу, она точно таким же образом была доставлена обратно'». Любопытно, что, если верить легенде, в конечном итоге пришлось встретиться с феями и самому преподобному Роберту Кирку. Могила Кирка находится в Аберфойле, однако известно, что он лишился чувств, пересекая некий холм («курган фей») и скончался на месте, не приходя в сознание. После смерти и погребения Кирк явился во сне своему кузену: сообщил, что он в качестве пленника пребывает у фей и дал подробные инструкции о том, как добиться его возвращения. Брат утверждал, что был слишком напуган, чтобы им последовать: таким образом Кирк остался среди фей навеки.
Пианистка и певица Эмма Хардинг Бриттен в книге «Чудеса XIX века» цитировала доктора Каложди, венгерского специалиста по минералогии, преподававшего угольное дело. Каложди, увлечённый фольклорист, собрал немало рассказов о загадочных «стуках» в богемских и чешских угольных шахтах. «Шахтёры в тех местах убеждены, что кобольды таким образом предупреждают их об опасности или о том, что в выбранном направлении углубляться не стоит», — утверждал он. Его супруга-писательница свидетельствовала о том, что однажды сама стала свидетельницей «материализации» этих загадочных персонажей устного народного творчества: «Произошло это в доме крестьянина по имени Микаэль Энгельбрехт. Внезапно в комнате вспыхнули огни каждый величиной с тарелку. Затем вокруг них появились гротескные чёрные фигурки: они задёргались в каком-то судорожном танце и одна за другой исчезли. То же самое видел и Энгельбрехт, только в шахте, причём видению каждый раз предшествовали стуки».
В Шотландии «пособниками» фей считали мельников — представителей профессии, которая управляет силами природы. Именно в Шотландии феи проявляли особую зловредность и издавна вызывали страх. Посторонние не могли и помыслить о том, чтобы после наступления темноты ступить на территорию мельницы, потому что точно знали: феи здесь уже начали заготовку пшеницы, которую будут молоть. По крайней мере мельник в местах, где такие верования господствовали, мог спать спокойно, точно зная, что не станет жертвой грабежа. Между тем, Джон Фрезер, мельник из Уайтхилла, утверждал, что однажды ночью спрятался и принялся наблюдать, как феи пытаются — причём безуспешно, — управиться с мельницей. Он вышел, чтобы помочь им, после чего одна из фей дала ему «гоупен» (gowpen, две пригоршни съестного) и приказала положить в склад, заявив, что после этого запасы его долгое время будут полны, вне зависимости от того, сколько он будет брать оттуда. Существовало и поверье, согласно которому, зная имя феи, можно вызвать её и даже заставить выполнить желание. С этим, однако, рекомендовалось проявлять осторожность: такого рода вызов мог фею оскорбить и спровоцировать на жестокую месть. С другой стороны, маги и колдуны утверждали, что посредством специальных ритуалов способны вызывать фей и с их помощью выведывать оккультные секреты.

### В новейшей истории
Сообщение о контакте с феями, которое осталось самым знаменитым в новейшей истории, поступило в 1917 году, когда две девочки, Элзи Райт и Франсис Гриффитс из йоркширской деревни Коттингли, стали утверждать, что видели фей и играли с ними неподалёку от ручья. Поскольку никто им не верил, они взяли фотоаппарат и произвели несколько фотоснимков, которые произвели сенсацию и заставили поверить в реальность происходившего сэра Артура Конан Дойля, отреагировавшего книгой «The Coming of the Fairies» (1922). Лишь в 1980-х годах стал известен способ, каким эти подделки были осуществлены: феи представляли собой рисунки, впоследствии вырезанные и крепившиеся на шпильках для шляп, а крылатый гном, также сфотографированный девочками, был вылеплен из глины или пластилина, что подтвердили и сами создательницы фотографий. Между тем, в теософских кругах в том, что девочки говорили правду, сомнений не возникло, тем более, что независимое подтверждение тому пришло от теософа Джеффри Ходсона, который посетил Коттингли и утверждал, что видел там фей, гномов, гоблинов и других «духов природы». В книге «The Real World of Fairies» (1977) Дора ван Гелдер, выросшая на острое Ява, утверждала, что играла с феями неоднократно, а однажды видела их даже в нью-йоркском Центральном парке. Утверждали, что видели фей, и британские ясновидящие Винсент Тёрви и Хорас Лиф.
Реальность — если не фей, то, по крайней мере, многочисленные сообщения о встречах с ними подтверждал и парапсихолог Нандор Фодор. «Одна моя пациентка из штата Айдахо в детстве встречалась с феями постоянно: эти крошечные существа (одетые, кстати, вполне по-человечески) охотно взбегали вверх по её вытянутой ладони. Девочка воспринимала фей как нечто естественное и каждый раз пересказывала им всё, что узнавала в тот день в школе», — писал он в очерке «Fairies Should Be Seen…» (вошедшем в посмертно изданный сборник «Меж двух миров» (1964). В бытность свою журналистом Фодор проинтервьюировал для Sunday Dispatch Клен Кэнтлон, которую «Общество по изучению фей» избрало своим почётным секретарём. Из массы писем она выбрала для него следующее:
…Я гостила в нашем старом глочестерском доме. Садик на задворках граничит там с лесом Бердлип Бичез, покрывающим часть Котсуолдских холмов. Короткая стрижка тогда ещё не вошла в моду. Я вымыла голову и отправилась сушиться в лес на солнышко. Почувствовав, что кто-то тянет меня за волосы, я обернулась. Глазам моим предстал несуразнейший карлик с личиком цвета осинового листа. Росточку в нём было, наверное, сантиметров двадцать. Пытаясь выбраться, он визгливо ворчал и жаловался: я, дескать, не имею никакого права тут находиться, потому что мешаю добропорядочным гражданам, одного из которых, к тому же, чуть не задушила своими волосами! Высвободившись, он тут же исчез. Я рассказала об этом происшествии профессору Бристольского университета, и тот не удивился: в Бердлип Бичез действительно гулять не рекомендуется, потому что это одно из немногих мест в мире, где остались феи и гномы.Н. Фодор. Меж двух миров
К. Кэнтлон утверждала, что и сама наблюдала подобное неоднократно: «Окрестности нашего дома в Патнэме буквально кишат феями. На днях десятилетний сын Робин прибежал ко мне ужасно испуганный. Он решил, что в комнату пробралась свинья. Оказалось, что это толстенный гном развалился в кресле с чрезвычайно капризным видом. А неделю назад, выключая свет, я заметила очень странную фигуру, повисшую на шнуре жалюзи. В следующее мгновение гном плюхнулся на пол — да с таким ужасным шлепком! Догадавшись, очевидно, что я испытываю неодолимое желание расхохотаться, он смерил меня гневным взглядом и тут же исчез», — рассказывала она в том же интервью.
В XX веке вера в фей практически сошла на нет; более того, отмечалось, что «потомки кельтов считают сейчас едва ли не оскорбительными для себя вопросы на эту тему». Тем не менее, в 1927 году в Дублине было образовано Общество по изучению фей (Fairy Investigation Society). В числе организаций, занимающихся того же рода деятельностью, — Gnome Club of Great Britain и Gnome International.

## Теории происхождения
Относительно происхождения фей в фольклоре разных народов имеются существенные разночтения; в разные времена и в разных местностях их считали душами мёртвых (в частности, некрещённых детей), демонами, ангелами, существами промежуточной ступени; существовало и представление о феях (эльфах, троллях и т. д.) как и о независимой «расе», не имеющей отношения ни к человеческой природе, ни к божественным формам жизни.

### Потомки коренных жителей
Существует теория, согласно которой представление о феях могло возникнуть у завоевателей, потерявших из виду какую-то часть населения покорённого народа; постепенно внушавшим страх «невидимкам» (возможно, прятавшихся в пещерах и нападавших на пришельцев ночью) стали приписываться магические способности и фантастические характеристики. В кельтском фольклоре нередко упоминается некая «раса маленьких людей», которые, спасаясь от захватчиков, вынуждены были уйти под землю; здесь, согласно поверью, и прячутся они по сей день в основании особых возвышенностей, «курганов» — как правило, в местах древних погребений, и в основном вдоль британского западного побережья. Предпочтение зелёной одежде объяснялось при этом маскировочными мотивами, а использование магии рассматривалось как естественная компенсация неспособности противостоять хорошо вооружённым пришельцам.
Понятие земной формы «иного мира», где, соседствуя с миром смертных, живут бессмертные существа, было широко распространено у кельтов; это касается сказаний как о сидах (людях-феях), так и о некоторых других сферах «иного мира», существующего на земле, так или иначе связанных с традициями магии и колдовства (Племена богини Дану; «Долина удовольствий», «Крепость яблонь», «Земля молодости»). Как область «иного мира» рассматривается и «Остров яблонь», Авалон из мифологии Короля Артура. Серебряную ветвь, позволявшую смертным входить в Иной мир (или Страну богов) и покидать это место, преподносила Королева Фей (Fairy Queen). Считается[кем?], что существование в кельтских местностях доисторических сооружений, явно построенных людьми меньшего роста, чем те, кто пришёл им на смену, может считаться косвенным подтверждением этой теории. Шотландский поэт, антрополог и фольклорист Эндрю Лэнг считал, что вера в фей — «сложное психологическое явление, в основе которой — неосознанная мечта о встрече с 'коренными' жителями Земли; мечта, выжившая благодаря любви человека к собственным фантазиям и сновидениям».

### «Потомки» древних божеств
Согласно другой теории фольклористов, феи — трансформировавшиеся божественные сущности язычников Западной Европы, которые с приходом христианства полностью не исчезли, но прежнее могущество низвели до уровня магии. Действительно, как отмечал Йейтс, многие мистические сущности, в более древних сказаниях именовавшиеся богами, позднее снизили статус до «фей». Развитие эта теория получила в эпоху викторианства, когда популярной стала идея о том, что древние боги — это метафорические воплощения природных явлений. Согласно одному представлению образ феи интерпретировался как символ ночного звёздного неба, согласно другому — как персонификация либо того или иного аспекта природной стихии, либо (в соответствии с классической традицией) таких понятий, как «любовь» или «победа».
Отмечалось, однако, что теория, согласно которой феи — «поверженные боги» древних религий, в отношении кельтских фей вызывает лишь дополнительные вопросы, поскольку об истинной природе кельтской религии известно мало. Принято считать, что персонажи древней кельтской литературы (Lug Lámfhada, Cúchulainn, Tuatha Dé Danann) перешли сюда из более ранних религиозных верований, но они определённо к миру фей отношения не имеют. Персонажи старых литературных источников, такие, как Medb и Midir, возникают в сказаниях о феях, но оказываются здесь трансформированными.

### Ангелы или демоны
Согласно популярному квазирелигиозному поверью, когда ангелы взбунтовались, Бог приказал запереть врата Рая; оставшиеся на небесах стали ангелами, поселившиеся в Аду — демонами; часть ангелов, оказавшихся посередине, сделалась феями. По другим источникам, (упоминавшимся, в частности, У. Б. Йейтсом), из Рая фей изгнали за недостаток добродетели, в Ад не пустили за то, что оказались не слишком порочны; представление о феях как об ангелах, за непослушание сброшенных на Землю и оставшихся жить на месте «падения», господствовало, в частности, в Корнуолле. «Считается, что те, кого именуют… феями занимают промежуточную ступень между человеком и Ангелом, подобно демонам в прошлом», — писал преподобный Роберт Кирк в 1691 году. Прямое отношение к этой идее имеет и устойчивое представление о том, что феям приходится ежегодно платить дань (teind, tithe) Преисподней (считалось что дьявол уносит к себе десятую часть их населения). Таким образом, не будучи демонами, они, тем не менее, находятся всё же в её власти.
Представление о том, что феи есть демоны, сформировалось в эпоху становления пуританства, но не получило широкого распространения. Тем не менее, именно в эти годы многие «феи» стали «злее»: так, хобгоблин, в недавнем прошлом — дружественный человеку домовой, — приобрёл крайне неприятные черты. В этот же исторический период времени общение с феями стало рассматриваться как форма колдовства и соответствующим образом караться. Духовенство, как католическое, так и протестантское, сходилось на том, что существа такого рода могут быть только демонами, многие отмечали их сходство с фавнами, сатирами, нимфами из классической мифологии, — которым также приписывались демонические свойства.
Обратное представление — о том, что феи представляют собой ангельскую ветвь жизни, возникло и приобрело популярность в теософии. Теософия признаёт, наряду с devas, сущности меньшего масштаба: в их числе «духи природы», «элементали» и феи. Все они, как считают последователи теософии, могут наблюдаться людьми, обладающими даром «третьего глаза». В теософии считается, что все эти эволюционно недоразвитые существа никогда не были инкарнированы в человеческом сообществе, и считаются отдельной ветвью развития (deva evolution). Впрочем, и в некоторых христианских религиозных работах феи упоминались как сущности, не обладавшие собственными душами, но призванными сопровождать дух праведника к вратам Рая.

### Духи природы
Существовало и представление о феях как об элементарных «духах природы», самостоятельной ветви мыслящих существ. Как отмечается в «Оксфордском словаре кельтской мифологии», «…не исключено, что древние кельты (как и некоторые другие до-технологические сообщества) наделяли каждый объект духовным смыслом, который антропоморфизировался с появлением христианства». В алхимии они (а также гномы и сильфы) рассматривались как элементали, духи стихий; в частности, упоминания об этом есть у Парацельса. В фольклоре также феи иногда именуются духами воздуха.
Представление о феях-духах природы подтверждала Осборн Леонард: «Да, это духи природы, и они существуют. Узреть их способен лишь тот, кто обладает даром ясновидения. Они одухотворены, но иначе, чем мы. Духи природы рождены — кто от земли, кто от огня, кто от трения. Они не умирают, подобно нам, и жизнь их — само движение», — утверждала медиум-спиритуалист, ссылаясь на «Феду», своего духа-посредника.

### Духи умерших
Представление о том, что феи являют собой некий подкласс духов умерших, получило широкое распространение во многих районах Шотландии и Ирландии. Ирландская банши или шотландская биншит (bean shith), — это и «женщина-фея», и призрак одновременно. Существо с Севера Англии, известное как Cauld Lad of Hylton, — дух убитого мальчика, но вместе с тем и разновидность эльфа. Согласно одному известному сказанию, человек, попавший в плен к феям, каждый раз когда пристально вглядывался в одно из существ, тут же узнавал своего умершего соседа. В Корнуолле к феям относились и как к духам умерших — прежде всего, некрещённых детей (Will-o'-the-Wisp).

### В психоанализе
Психоаналитик Н. Фодор в главе «Похищенные феями» (книги «Разум над пространством») сформулировал теорию, согласно которой общение с феями — подсознательно обусловленная, но вполне рациональная иллюзия, связанная с пренатальным опытом, поскольку «…и Курган, и так называемое Кольцо фей — идеальные символы оплодотворённой матки. Человек, похищенный феями, оказывается в подземном королевстве уменьшенным до размеров зародыша. Он принимает участие в пиршествах и танцах — другими словами, ведёт себя в каком-то смысле как неродившийся младенец, которому всё необходимое, и даже сверх того, доставляется в больших количествах без каких бы то ни было усилий с его стороны»: 
...Эмбрион в матке существует вне времени: биологические часы его начинают «ходить» с момента появления на свет. Он способен лишь ощущать собственный рост — это и есть единственный для него временной аналог. Провал времени в царстве фей, таким образом, — чисто фетальная характеристика. Кроме того, за феноменом временного «ухода» к феям могут скрываться и психологические мотивы: это подсознательная демонстрация силы и реализация желания покровительствовать слабому. Союз с существами, которыми мы пытаемся управлять, есть, возможно, неадекватно реализованный симптом замещения, за которым кроется подавленное стремление к мировому господству.

### В уфологии
У. Эванс-Венц, один из наиболее скрупулёзных исследователей фольклора, связанного с феями (и в реальность последних веривший), в книге «The Fairy-Faith in Celtic Countries» (1911), сопоставляя легенды о феях со свидетельствами о призраках и духах, процитировал Камилля Фламмариона (Mysterious Psychic Forces, 1907): 
...Следует иметь в виду: не все духи <производящие спиритический феномен> являются духами умерших; могут существовать иные формы духовной жизни и пространство может быть наполнено ими о чем мы можем не подозревать и не узнаем до тех пор, пока не оказываемся в необычных обстоятельствах. Разве не находим мы в древних книгах упоминаний о демонах, ангелах, гномах, гоблинах, видениях, элементалях, и так далее? Не исключено, что все эти легенды имеют под собой некоторые основания...
Эванс-Венц заключал: «…Можно утверждать на основе полученных в ходе психических исследований данных, что невидимые сущности, такие как божества, джинны, демоны, все виды истинных фей, равно как и бестелесный человеческий дух, — существуют». В предисловии к изданию книги Эванса-Венца 1966 года Лесли Шепард, упоминая способность фей менять внешний вид в зависимости от того, какого рода наблюдателю они являются, писал: «У меня есть серьёзное подозрение, что в новейшей мифологии летающих тарелок некоторые из 'сияющих пришельцев' выходящих из инопланетных кораблей, могут оказаться всего лишь очередной разновидностью фей». Аналогичные предположения высказывали и такие известные уфологи, как Жак Валле и Брэд Стайгер.

## В произведениях культуры

### В литературе

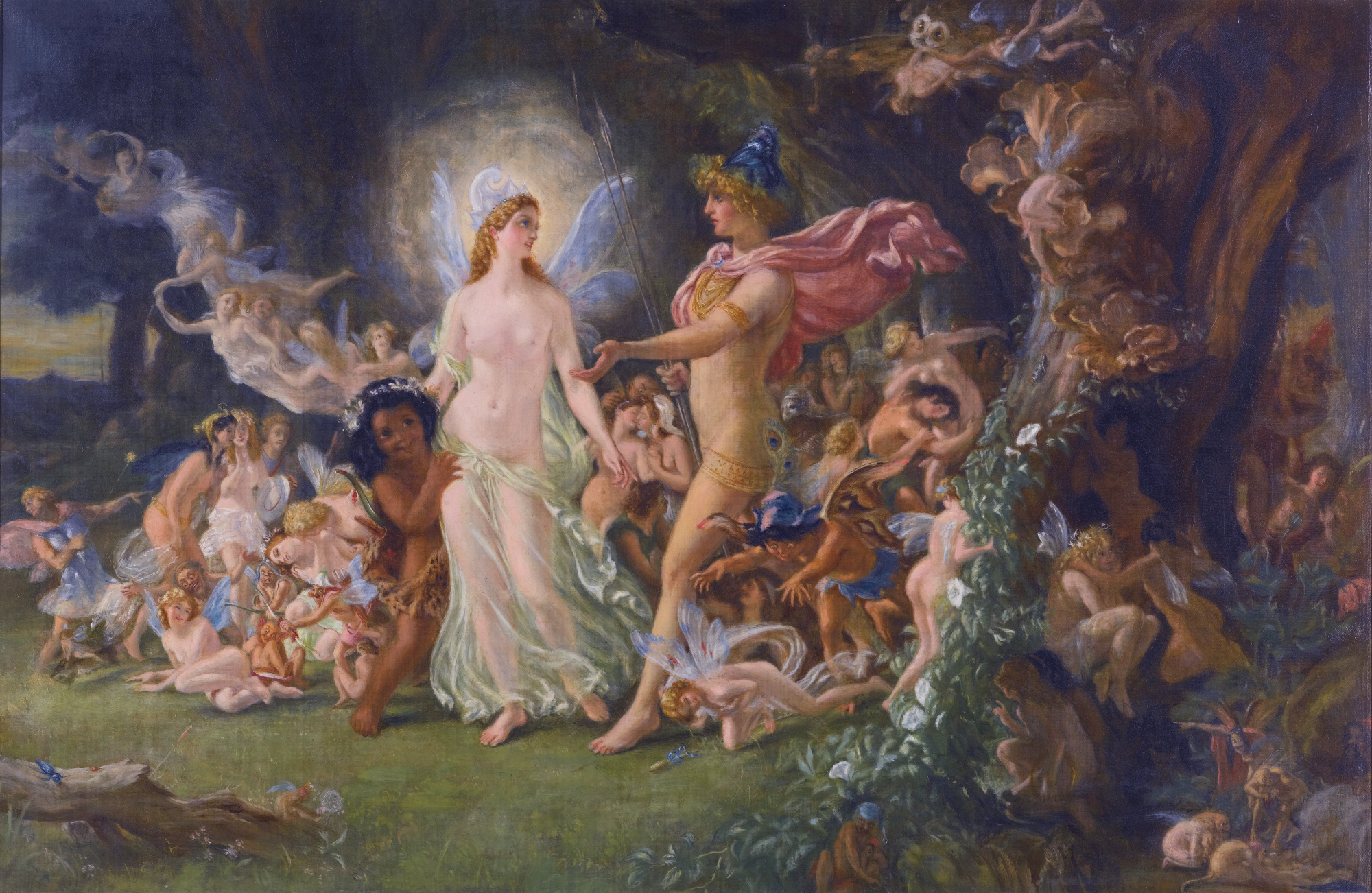
Ссора Оберона и Титании. Ноэль Пэтон. Феи у Шекспира

В качестве персонажей феи стали появляться в средневековой романтической литературе, в основном, как существа, встречавшиеся странствующим рыцарям. Фея появилась перед сэром Лаунфалем и потребовала от него любви; подобно фольклорной «фее-невесте», она наложила на него обет, который он нарушил. Постепенно в средневековой литературе число персонажей-фей становилось всё меньше; на их место пришли колдуньи и волшебницы. Тем не менее, феи не покинули поэзию и литературу окончательно («Sir Gawain and the Green Knight», «The Faerie Queene» Эдмунда Спенсера). Особую известность приобрела Фея Моргана, на чью связь с царством фей указывало само её имя (впрочем, в Le Morte d’Arthur она — женщина, которая обрела магические способности путём познания).
Во многих художественных произведениях феи фигурировали бок о бок с нимфами и сатирами классической традиции, в других — постепенно подменяли мифологических существ из классики. Поэт-монах XV века Джон Лидгейт писал, что король Артур был коронован в «стране фей», и что после смерти унесли его четыре феи-королевы, в Авалон, где он покоится под Курганом фей и будет оставаться там до тех пор, пока вновь не восстанет.
Персонажи-феи играют существенные роли в шекспировском «Сне в летнюю ночь»; действие здесь происходит одновременно в лесу и в стране фей; ссора фей создаёт хаос в природе и формирует «наркотически-зыбкую» основу сюжета. Феи действуют также в произведении современника Шекспира Майкла Дрейтона («Nimphidia»); сильфы — в «The Rape of the Lock» Александра Поупа. В XVII веке появился термин contes de fee («fairy tale»); так устная традиция передачи сказаний о феях была продолжена в сказках. Известно, что братья Гримм поначалу использовали фей в качестве персонажей, лишь в более поздних изданиях они заменили их на «волшебниц».
Широкую популярность получили баллады о феях, в большинстве своём рассказывавшие о судьбах смертных, пленёнными царством фей. В песне XIX века «Lady Isabel and the Elf-Knight», рыцарь-эльф являет собою некое подобие Синей Бороды: Изабель вынуждена обмануть и убить его, чтобы спасти себе жизнь. В другой сказочной балладе «Там Лин» герой, хоть и живёт с феями и обладает их способностями, в действительности, — «земной рыцарь». Жизнь его вполне приятна, но он опасается, что феи отдадут его в Ад в качестве элемента подати («тейнда»). Баллада Sir Orfeo повествует о том, как жена Сэра Орфео была похищена Королём Фей, лишь обманом и искусством игры на арфе мужу удалось вернуть её обратно. Sir Degare рассказывает о трудной судьбе женщины, отдавшейся своему любовнику из царства фей (в более поздних версиях оказывается, что он лишь таковым притворялся, на самом деле — был смертным). Персонаж Томас-рифмач (Thomas the Rhymer) спасается из царства фей, но прежде вынужден провести там семь лет.
Во многих балладах и песнях обыгрывался «вневременной» аспект царства фей. Так, Ойзин, герой одноимённой баллады, становится жертвой не похищения, но возвращения в мир людей; оказывается, что минули три века и он предстаёт пред смертными глубоким стариком. Король Херла (по версии Уолтера Мапа) наносит визит в подземный особняк фей и возвращается оттуда три столетия спустя. Спустившиеся со стремян люди короля тут же превращаются в прах, а он сам и оставшиеся в седле, застревают в стране фей навеки; считается, что именно здесь берёт распространённая в Европе легенда о «дикой охоте» (Wild Hunt).
Новую жизнь в литературе феи получили в эпоху романтизма. Сказки о феях оказали заметное влияние на творчество Вальтера Скотта и Джеймса Хогга. В эти годы второе рождение испытывает фольклорный бум; заметно возрастает и число авторских произведений с феями-персонажами (Р. Киплинг, Puck of Pook’s Hill, книги о Нарнии К. С. Льюиса). Викторианские «феи цветов» были во многом популяризированы Королевой Марией, живо интересовавшейся этой ветвью фольклора, а также поэтессой и художницей Сесиль Мэри Баркер (чья серия из восьми книг вышла в 1923—1948 годы), а также художниками Артуром Рэкхэмом, Брайаном Фраудом, Эми Браун, Дэвидом Деламером, Мередит Диллман, Джасмин Беккет-Гриффит, Уориком Гоблом, Кайли Инголд, Идой Рентул Оутвэйт, Миреей Петтит, Флоренс Харрисон, Нене Томас, Гюставом Доре, Ребекка Гуай и другими. Викторианский художник Ричард Дадд и писатель Артур Мейчен создавали образы опасных, злых фей, однако в целом, по мере роста общественного интереса к такого рода образности, феи становились все более миниатюрными и привлекательными. Интерес к феям в изобразительном искусстве возрос вновь после того, как в 1917 году были опубликованы фотографии фей из Коттингли. Существенную роль в популяризации сказок и сказаний о феях сыграл Эндрю Лэнг (см. Вступление к The Lilac Fairy Book).
Так описывает фей Лидия Чарская в своём сборнике «Сказки Голубой феи»:

«Там прогуливались феи, воздушные и нежные, как сон. Их длинные волосы отливали золотом, алые уста улыбались; их лёгкие платья, сотканные из лепестков роз и лилий, были самых нежных оттенков. Лёгкие и воздушные, они носились, танцуя в воздухе, чуть шурша своими лёгкими крыльями, казавшимися серебряными в блеске майского дня… Не птичка, не мотылёк, а весёлая крошечная голубая девочка. У неё серебряные крылышки, за спиной и кудри, лёгкие, как пух. Я знаю её — это фея голубого воздуха и весеннего неба, фея золотого солнца и майского праздника».
В викторианские времена окончательно сформировалось литературно-сказочное представление о фее, которая творит добрые дела, становится крёстной принцев и принцесс, принося им в подарок при крещении какие-нибудь волшебные дары или способности, владеет волшебной палочкой, с помощью которой творит свои чудеса. Одна из самых известных добрых фей в современной литературе — Динь-Динь (англ. Tinker Bell) из произведения Джеймса Мэтью Барри «Питер Пэн». Питер Пэн, сопровождающий Венди, в какой-то момент засыпает и, как замечает автор, — «…некоторые не вполне твёрдо державшиеся на ногах феи вынуждены были перелезать через него по пути с пиршества. Любой другой мальчик, разлёгшийся на феиной дорожке, мог бы иметь серьёзные неприятности, но эти просто потянули Питера за нос и проследовали далее».
В «Приключениях Пиноккио» Карло Коллоди фигурирует Фея с Голубыми Волосами, которая выглядит как красная девочка с бледным лицом.
Феи упоминаются и в книгах советских и современных русскоязычных авторов. Так в волковском цикле об Изумрудном городе фигурируют феи Виллина и Стелла, а среди персонажей цикла Натальи Щербы «Часодеи» присутствуют как Королевы фей так и сами феи.

### В музыке
- Феями являются некоторые действующие лица «Иоланты» (1882), английской сказочной комической оперы (оперетты) Гилберта и Салливана, среди которых главная героиня — фея Иоланта, по имени которой названа опера, её три сестры-феи — Силия, Лейла и Флита, и Королева фей; остальные феи являются частью женского хора.
- В балете «Щелкунчик» (1897) П. И. Чайковского на либретто М. Петипа по мотивам сказки Э. Т. А. Гофмана «Щелкунчик и мышиный король» среди действующих лиц есть Фея Драже, музыкальный номер которой, «Танец Феи Драже», является известным произведением классической музыки.

### В кинематографе и анимации
- Фильм «Страна фей» (The Magical Legend of the Leprechauns, 1999) посвящён описанию противостояния ирландских «эльфов»-фэйри и лепреконов на фоне любовной истории в стиле Ромео и Джульетты.
- Фея Динь-Динь — персонаж диснеевских мультфильмов о Питере Пэне.
- Феи являются главными героинями в мультсериале «Клуб Винкс», а также полнометражного мультфильме «Феи».
- Феями являются ангелы и демоны в мультсериале «Друзья ангелов».
- Главная героиня сериала «Настоящая кровь» (Суки Стакхаус) — получеловек-полуфея.
- В сериале «Зов крови», фейри — общее название для всех мифических существ всех времён и народов, стран и фольклоров.
- В фильме «Лабиринт фавна» (2006) присутствуют феи.
- Зубная фея — персонаж мультфильма «Хранители снов».
- Малефисента — персонаж классического мультфильма 1959 года и одноимённого игрового фильма 2014 года, выпущенных студией Disney.

### В компьютерных играх
- Феи являются главной магической расой (и вообще источником магии как таковой) в мире компьютерной игры Zanzarah: The Hidden Portal.
- В мире Might & Magic — в играх Heroes of Might & Magic и King's Bounty — феи и дриады составляют начальный уровень эльфийского войска, и благодаря своим размерам обладают безответной атакой, а иногда и способны применять волшебство в бою.
- Встречаются в серии игр Age of Wonders, являются магическими крылатыми существами, порождёнными стихией Природы, но при этом не принадлежат к какой-либо конкретной расе.
- Фея является сверхъестественной формой жизни в игре The Sims 3: Сверхъестественное.
- В Touhou Project встречается персонаж по имени Чирно, которая является феей льда и холода. Помимо неё, существует множество фей, которые являются рядовыми противниками. Некоторые особо сильные феи представлены как боссы.